# 喬克帕塔山
16°12′10″S 70°19′54″W / 16.20278°S 70.33167°W
喬克帕塔山（Chuqipata），是秘魯的山峰，位於該國南部莫克瓜大區和普諾大區，由桑切斯將軍山省和普諾省負責管轄，屬於安地斯山脈的一部分，海拔高度5,050米。